# Apanteles camilla
Apanteles camilla är en stekelart som beskrevs av Nixon 1965. Apanteles camilla ingår i släktet Apanteles och familjen bracksteklar. Inga underarter finns listade i Catalogue of Life.